# Бельрит
Бельрит (нем. Belrieth) — община в Германии, в земле Тюрингия. 
Входит в состав района Шмалькальден-Майнинген. Подчиняется управлению Зальцбрюкке.  Население составляет 368 человек (на 31 декабря 2010 года). Занимает площадь 9,93 км².

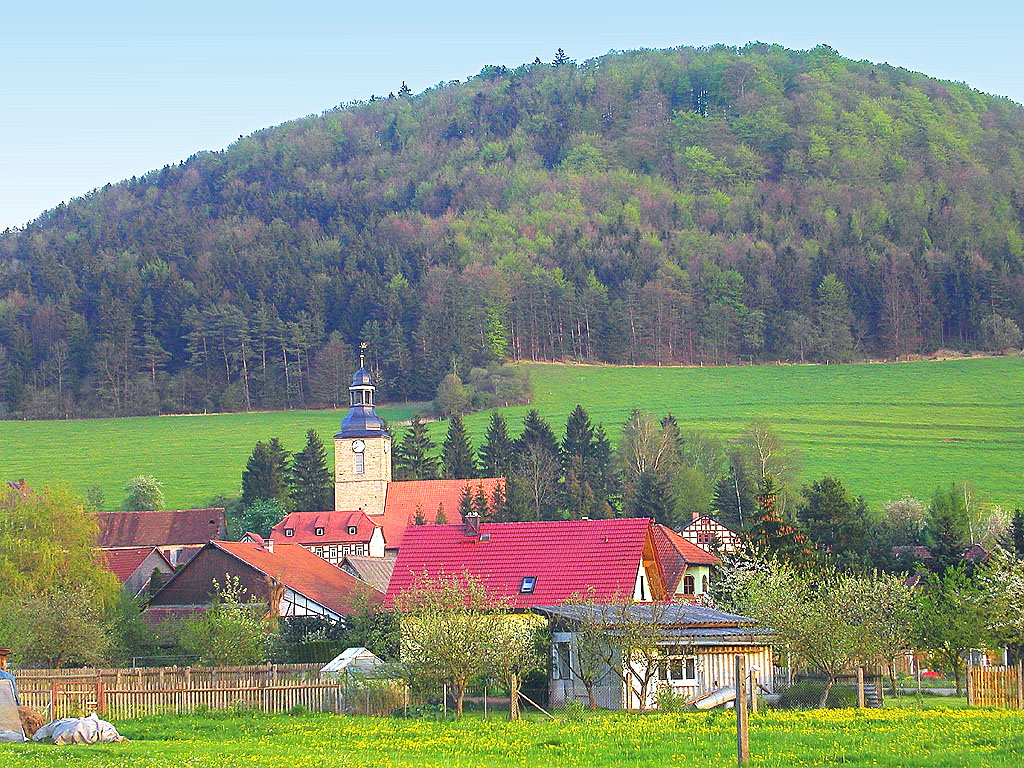
Бельрит